# La Estrella (Antioquia)
La Estrella é uma cidade e município da Colômbia, no departamento de Antioquia. Faz parte da região metropolitana de Medellín. A distância do município para a capital Medellín é de 16 quilômetros.